# Sokuluk (Fluss)
Der Sokuluk (kirgisisch Сокулук) ist ein 87 km langer rechter Nebenfluss des Aksuu im Norden von Kirgisistan.
Der Sokuluk entspringt am Nordhang des Kirgisischen Gebirges. Der Fluss wird von den Gletschern unterhalb des Hauptkamms gespeist. Der Sokuluk durchfließt ein etwa 50 km langes Bergtal in nördlicher Richtung. Der Ort Tösch-Bulak liegt im unteren Talabschnitt. Am Talausgang durchfließt der Sokuluk den gleichnamigen Ort Sokuluk, der gleichzeitig das Verwaltungszentrum des ebenfalls gleichnamigen Verwaltungsbezirks Sokuluk ist. Am Nordrand von Sokuluk kreuzt der Große Tschüikanal den Flusslauf. Weiter nördlich durchfließt der Sokuluk die beiden kleinen Stauseen Sokuluk und Spartak, bevor er knapp 5 km südlich der kasachischen Grenze in den Aksuu mündet. Der Sokuluk entwässert ein Areal von 476 km². Der mittlere Abfluss beträgt 5,14 m³/s.